# Anoplischiopsis
Anoplischiopsis là một chi bọ cánh cứng trong họ 
Elateridae.
Chi này được miêu tả khoa học năm 1895 bởi Champion.

## Các loài
Các loài trong chi này gồm:
- Anoplischiopsis basimaculata Champion, 1895
- Anoplischiopsis bivittata Champion, 1895
- Anoplischiopsis bivittatus Champion, 1895
- Anoplischiopsis divisa Schwarz, 1898
- Anoplischiopsis flavovittata Champion, 1895
- Anoplischiopsis fuscipennis Champion, 1895
- Anoplischiopsis lineatocollis Champion, 1895
- Anoplischiopsis lutea Champion, 1895
- Anoplischiopsis trinotata Champion, 1896